# Marcel Langiller
Marcel Langiller (Charenton-le-Pont, Vall del Marne, 2 de juny de 1908 - París, 28 de desembre de 1980) fou un futbolista francès dels anys 1920 i 1930.
Pel que fa a clubs, jugà a un grapat de clubs francesos, com foren, fins al 1928 CA Paris, Excelsior Athlétic Club de Roubaix (1928-1933), Red Star (1934-1936), AS Saint-Étienne (1935-1937) i CA Paris (1936-1938). Guanyà dues copes de França els anys 1928 i 1933.
Jugà durant deu anys a la selecció francesa un total de 30 partits, marcant 7 gols. Participà en la primera Copa del Món l'any 1930.

## Palmarès
- Copa francesa de futbol: 1928 i 1933
- Segona divisió francesa: 1934